# Административное здание НСДАП
Административное здание НСДАП (нем. Verwaltungsbau der NSDAP) в Мюнхене было возведено в 1933—1937 годах архитектором Паулем Людвигом Троостом в строгом варианте позднего неоклассицизма с чертами стиля неоренессанс. Первые архитектурные проекты здания датированы 1931 годом. Строительные работы завершились через три года после смерти архитектора.
Во времена национал-социализма в Административном здании НСДАП размещался центральный аппарат НСДАП. В частности, в этом здании находилась картотека всех 8 млн членов партии. Огромные сейфы, в которых хранилась картотека, до настоящего времени находятся в подвальных помещениях здания. Вместе с «Фюрербау» (а также с ныне снесенными Храмами чести) это здание завершает восточную часть архитектурной композиции площади Кёнигсплац.

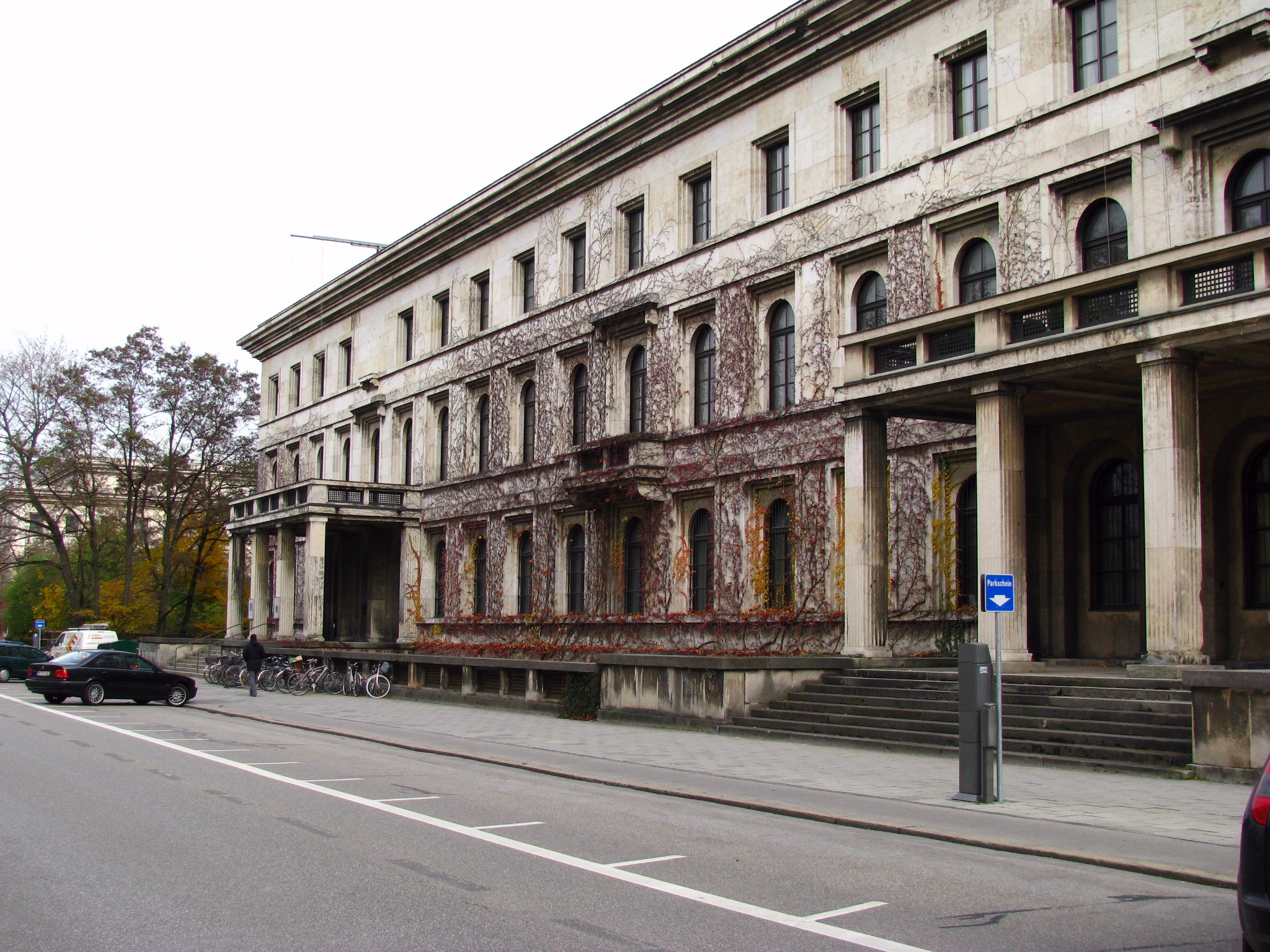
Административное здание НСДАП. Современный облик здания. 2009 г.

В 1945 году в Административном здании НСДАП и «Фюрербау» разместился центральный в Южной Германии пункт сбора (Central Collecting Point) вывезенного национал-социалистическими организациями из Европы «трофейного искусства» — перемещённых культурных ценностей. Здесь осуществлялась их передача законным владельцам.
В настоящее время в бывшем Административном здании НСДАП располагаются Музей копий классической скульптуры и Государственное графическое собрание.